# Babuna (pasmo)
Babuna (maced. Бабуна) – macedońskie średniowysokie góry, które znajdują się w środkowej części Macedonii Północnej, a wznosi się między doliną rzeki Babuny i Prilepskim Polem. W środkowej części jest znana jako góry Mukos, z najwyższym szczytem, Łutą (1499 m). Najwyższym szczytem Babuny jest Kozjak (1746 m). Na zachodzie Babuna przechodzi w góry Złato (Złatowrw 1422 m). Pasmo ciągnie się w dynarskim kierunku płn-zach. - płd-wsch. Geologicznie składa się z gnejsów, mików, granodiorytów, a na południu koło Siwca, Kozjaka i Pletwaru pojawia się gruba warstwa marmurów. Między przełęczami najważniejszy jest Prisad, przez który prowadzi droga regionalna Weles – Prilep. W Babunia z zabytków kulturalno-historycznych wyróżnia się monaster Treskawec. Uważa się, że w tym rejonie działał pop Bogomił, założyciel bogomilstwa. W każdym wypadku wygląda, że w tym miejscu szerzyło się bogomilstwo, gdyż słowo babunija było pogardliwą nazwą zdrady.